# Legio Martia
La legio Martia era un'unità militare romana di epoca tardo repubblicana, che fu formata da Gaio Giulio Cesare nel 49/48 a.C.

## Storia
Arruolata tra i cittadini italici dei Marsi per combattere contro Gneo Pompeo Magno, prese parte alla successiva battaglia di Farsalo, in seguito alla quale ottenne l'appellativo onorifico di Martia, da Marte dio della guerra.
Altre fonti storiche associano la legio Martia ad una delle varie legioni provenienti dalla zona Italica della Martia antica, l'odierna Marsica dalla quale prese il nome, e gli onori gli vennero attribuiti in seguito alle vittorie riportate nei vari campi di battaglia, dalla Gallia all'Africa. Quando il Senato romano con Catone negò la cittadinanza romana ai Marsi e agli altri popoli italici, dopo molti anni di alleanze militari, le legioni formate da Marsi ed altri popoli italici si schierarono contro Roma (91 a.C.), sotto il comando di Quinto Poppedio Silone, costringendo i Romani a promulgare la Lex Iulia de civitate nel 90 a.C. e poi la Lex Plautia Papiria nell'89 a.C. con le quali si concedeva il diritto di cittadinanza romana a tutti gli italici a sud del Po.
(Appiano di Alessandria)
Combatte a Tapso in Africa nel 46 a.C. nel 44 a.C. era ad Apollonia in vista della campagna di Cesare contro i Parti. Dopo l'assassinio di quest'ultimo alle idi di marzo, fu assegnata prima a Marco Antonio e poco dopo si ammutinò e passò dalla parte di Ottaviano e con lo stesso, combatté nella guerra di Modena,, scontrandosi con altre legioni cesariane fedeli ad Antonio nella sanguinosa e accanita battaglia di Forum Gallorum; la legione si batté con grande ostinazione e valore ma uscì decimata dalla battaglia.
La legione rimase fino al 42 a.C., quando, intercettata dalla flotta repubblicana nelle acque dell'Adriatico tra Brindisi ed Apollonia, fu distrutta.
Sulla base, infine, di quanto riferisce Valerio Massimo, sembra che quando fu in Africa con Cesare a Tapso, il numerale di questa legione potrebbe essere stato il XXV, oppure il XXVII, XXVIII, XXIX o XXX..
Lo studioso britannico Lawrence Keppie afferma che al momento della morte di Cesare, la legione XXVII era in Siria, le legioni XXVI e XXIX erano stanziate in Africa, mentre le legioni XXVIII e XXX si trovavano in Spagna. Egli ritiene quindi possibile che il numerale della Legio Martia potrebbe essere stato il XXV; peraltro lo storico non giunge a conclusioni definitive e non esclude altre ipotesi.